# Aderus decorsei
Aderus decorsei is een keversoort uit de familie schijnsnoerhalskevers (Aderidae). De wetenschappelijke naam van de soort werd in 1904 gepubliceerd door Maurice Pic.